# Forcipomyia trigonata
Forcipomyia trigonata är en tvåvingeart som beskrevs av Oskar Augustus Johannsen 1931. Forcipomyia trigonata ingår i släktet Forcipomyia och familjen svidknott. Inga underarter finns listade i Catalogue of Life.